# Vrlika
Vrlika es una pequeña ciudad en el interior del condado de Split-Dalmacia, Croacia. Las ciudades grandes más cercanas son Sinj, Knin y Drniš. Vrlika obtuvo el estatus de ciudad en 1997. Vrlika es un municipio subdesarrollado, clasificado estadísticamente como Zona de Interés Estatal Especial de Primera Categoría por el Gobierno de Croacia.

## Ubicación
Vrlika se encuentra en la región de Cetinska Krajina, en el condado de Split-Dalmacia. Se encuentra a 40 km al noroeste de la ciudad de Sinj, en la carretera estatal D1 entre las ciudades de Sinj y Knin, y en la carretera regional que conecta Vrlika con Drniš.

## Historia
La evidencia más antigua de vida humana en esta región data del 30 000 a. C. Durante la Edad del Bronce, entre 1900 y 1600 a. C., existió la llamada cultura de Cetina en el territorio del municipio de Vrlika. Los arqueólogos han encontrado tumbas antiguas, una espada de la Edad del Bronce y otros objetos más pequeños que datan de ese período. Estos hallazgos dejaron claro que en el pasado esta tierra estaba densamente poblada. Antes de la llegada de los romanos, se dice que la tribu iliria de los dálmatas habitó la región. Después de múltiples guerras, que duraron hasta 250 años, en el año 9 d. C. fueron finalmente derrotados y anexados por los romanos.
La historia de la ciudad comienza en el siglo VII, cuando se fundó como aldea junto al manantial del río Cetina, en un campo al pie del monte Dinara. En el siglo IX, probablemente durante la época del duque Branimir de Croacia, se construyó la Iglesia de la Santa Salvación «Crkva Sv. Spasa» cerca de Vrlika, entonces llamada Vrh Rike.  La iglesia fue construida por el antiguo Gostiha croata de Cetina «Cetinski župan Gastika» en memoria de su madre y sus hijos.
Vrlika fue mencionada por primera vez en fuentes escritas en 1069, como la sede del condado de Cetin ( Cetinska županija ), el antiguo condado croata, que incluía las ciudades de: Glavaš, Prozor, Sinj, Trilj, Stolac, Gradac, Nutjak, Tugare y la parroquia de Poljic (Poljička župa). De los cinco antiguos condados croatas (Imotska, Zminjska, Kliška y Dridska) que estaban ubicados en el área del actual condado de Split-Dalmacia, el condado de Cetinska era el más grande.
En el año 1406, el rey Ladislao I de Nápoles entregó la fortaleza de Prozor, entonces Castrum Werhlychky, como centro de la župa Vrlička, al noble bosnio Hrvoje Vukčić Hrvatinić. Durante la época medieval, Vrlika, junto con el resto de los Balcanes, sufrió la invasión y posterior ocupación del Imperio otomano en 1522. Durante el dominio otomano, la población local de Vrlika se vio obligada a convertirse al islam o a abandonar el lugar. Muchos de los colonos originales de Vrlika se trasladaron a la isla de Olib, en el mar Adriático, frente a la costa croata. Durante el dominio otomano, fue el centro de la nahia como «Vrhrika», inicialmente en el Valiato de Croacia del Sanjacado de Bosnia entre 1522 y 1537, y posteriormente en el Sanjacado de Kilis entre 1537 y 1688.
En 1688, la ciudad fue liberada de los otomanos por la República de Venecia como resultado de la guerra de Morea. A nivel local, el levantamiento contra los otomanos fue liderado por el sacerdote croata Padre Josip Bogić. Fue nuevamente ocupada por los otomanos brevemente en 1715 durante la guerra turco-veneciana (1714-1718). Durante el dominio francés (1805-1814), Vrlika se convirtió en un municipio en el distrito de Šibenik. Francisco José I de Austria visitó Vrlika en 1875 y anotó sus impresiones en su diario.
La ciudad pasó a formar parte de la República Serbia de Krajina el 26 de agosto de 1991. Fue liberada por las tropas croatas el 5 de agosto de 1995 durante la Operación Tormenta.

## Demografía
En el censo de 2021, el municipio tenía una población total de 1728 habitantes, en los siguientes asentamientos: 
- Garjak, población 54
- Ježević, población 167
- Koljane, población 21
- Kosore, población 134
- Maovice, población 250
- Otišić, población 39
- Podosoje, población 208
- Vinalić, población 137
- Vrlika, población 718